# Cotylopus rubripinnis
Cotylopus rubripinnis és una espècie de peix de la família dels gòbids i de l'ordre dels perciformes.

## Morfologia
- Els mascles poden assolir 4,8 cm de longitud total i les femelles 4,94.[4]

## Hàbitat
És un peix d'aigua dolça, de clima tropical i bentopelàgic.

## Distribució geogràfica
Es troba a Àfrica: les Comores i Mayotte.

## Observacions
És inofensiu per als humans.